# Siedlec (Poznań)
Pour les articles homonymes, voir Siedlec.
Siedlec (prononcé en polonais : [ˈɕɛdlɛt͡s]) est un village polonais de la gmina de Kostrzyn dans la powiat de Poznań de la voïvodie de Grande-Pologne dans le centre-ouest de la Pologne.
Il se situe à environ 6 kilomètres à l'est de Kostrzyn (siège de la gmina) et à 27 kilomètres à l'est de Poznań (siège du powiat et capitale régionale).

## Histoire
De 1975 à 1998, le village faisait partie du territoire de la voïvodie de Poznań.

Depuis 1999, Siedlec est situé dans la voïvodie de Grande-Pologne.
Le village possède une population de 460 habitants.